# Chiesa di Santa Maria delle Grazie (Anversa degli Abruzzi)
La chiesa di Santa Maria delle Grazie è sita in Piazza Roma ad Anversa degli Abruzzi in provincia dell'Aquila.

## Storia
La chiesa è originaria del XVI secolo.
Nel 1902 è stata dichiarata monumento nazionale.

## Struttura
Il portale è datato 1540.

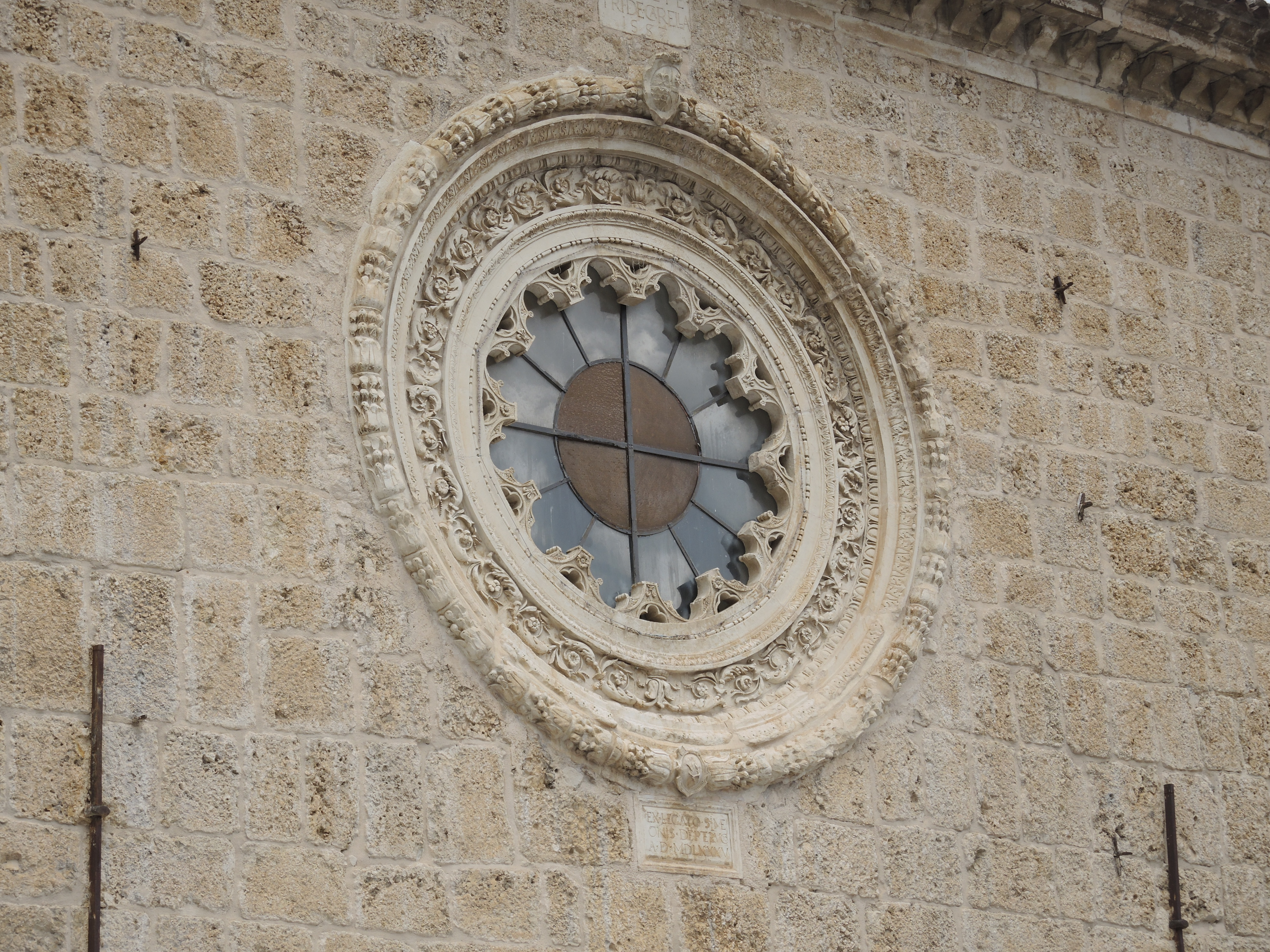
Rosone

Il portale è impreziosito da una cornice con preziosi altorilievi in pietra calcarea.
Il rosone è del 1585 reca lo stemma della famiglia Di Sangro e lo stemma di Anversa.
L'interno è a 3 navate divise da colonne cilindriche in pietra, con abside rettangolare avente la statua di San Rocco del 1530, un tabernacolo ligneo (del maestro Picchi di Pescasseroli) a mo' di tempietto del XVI secolo.
Sull'altare maggiore vi era il Trittico di Anversa del XVI secolo di anonimo (appartenente alla scuola fiorentina o marchigiana secondo alcuni studi), rubato nel 1981, oggi vi è esposta la copia.
Originariamente si trovava nella cappella comitale di San Michele Arcangelo del castello normanno dello stesso paese.
Il Trittico rappresentava l'incoronazione della Vergine con santi.
Questo trittico trattasi di una tempera su tavola di grandezza modesta a sfondo dorato e colori predominanti rosso e verde cupo.